# Margarine
Margarine (via fransk fra græsk márgaron = perle) er en blanding af fedtstof og vand, der i begrænset omfang kan bruges som erstatning for smør.
Margarine, der i dag mest fremstilles af planteolier, blev oprindeligt fremstillet af animalsk fedt blandet med skummetmælk, der i store mængder blev til overs ved smørproduktion. Mælkens proteiner var emulgatorer, der gjorde margarinen fast ved stuetemperatur og gav den en syrlig, smøragtig smag.

## Margarinens historie
På opdrag af Napoleon 3. opfandt den franske kemiker Hippolyte Mège-Mouriès margarine og tog patent på opfindelsen 15. juli 1869. Den bestod af fedt fra oksetalg, skummetmælk og vand. Skummetmælken var et biprodukt af smør og gjorde margarine så billigt, at også fattige havde råd til det. Da margarinen lignede smør, men kun kostede halvdelen, solgte købmænd den i starten som smør, uden at kunderne mærkede forskellen. Det var smørproducenterne ikke glade for, og fremsatte i Tyskland krav om, at margarine skulle farves blå eller grøn, så kunderne ikke blev snydt.
Den industrielle revolution skabte en massiv urbanisering i Europa, og dermed manglende arbejdskraft til at producere fødevarer - også smør, selv om efterspørgslen stadig var stor. Det skete før oprettelsen af andelsmejerierne i slutningen af 1800-tallet. Margarine var et billigt alternativ til det langt dyrere smør. Desuden ønskede franskmændene et fedtstof med lang holdbarhed til brug ved hæren.
Oksefedtet gav desværre dårlig smag og lugt. Det gjorde, at margarinen ikke blev en succes i første omgang. I 1871 solgte Hippolyte Mège-Mouriès sit patent på oliemargarine til selskabet Jurgen i Holland, som i dag ejes af Unilever. Samme år begyndte amerikaneren Henry W. Bradley i Binghamton at blande vegetabilsk fedt i margarinen i stedet for udelukkende animalsk fedt. Det blev hurtigt den mest benyttede fremstillingsmetode. Produktionen af margarine blev udbredt i Europa, herunder Tyskland, hvor produktet blev kaldt Butterine. I Danmark blev den første kunstsmør-fabrik grundlagt af Otto Mønsted i 1883 (senere kendt som OMA).
For at beskytte den betydelige danske smøreksport til England kom i 1885 en lov, der umuliggjorde forveksling mellem det kunstige "smør" og den ægte vare. Loven krævede bl.a., at kunstsmør kun måtte produceres, sælges og eksporteres med ordet Margarin indrammet i en ellipse og i indpakning, der adskilte sig fra smørrets. I 1888 indskærpedes yderligere, at den naturligt gråhvide margarine kun måtte farves i et nærmere bestemt omfang (en idé fra Belgien, der blev omsat i Danmark vha. psykologen Alfred Lehmanns farveskala), så det forblev væsentligt blegere end smør.
I disse år udviklede diskussionen om smør og margarine sig til den såkaldte "smørkrig", hvor bønder og deres parti Venstre, krævede strenge restriktioner eller forbud mod margarine for at beskytte deres mejerivirksomhed. Meget markant talte venstremanden Viggo Hørup med slagordene "rent land":
| Citat | Dersom vi vil reklamere for dansk Smør i England, saa skal vi sige: Danmark er et rent Land, der er intet Kunstsmør i Danmark | Citat |
|       | |       |

Argumenterne fra margarinetilhængerne var, at margarinen ikke skulle være usund, men være et billigt alternativ til det ringe anden- og tredjeklasses smør. Bland tilhængerne hørte også Kristine Marie Jensen, der i 1901 i forordet til sin berømte Frøken Jensens Kogebog lovpriste margarinens fortræffelige og husholdningsøkonomiske egenskaber. Otto Mønsted var den største annoncør i bogen.
Fremstilling af margarine fra planteolier blev mulig omkring år 1900 efter opfindelsen af en metode til at hærde planteolien. Processen er en hydrogenering en kemisk modifikation af planteoliernes fedtsyrekæder.

### Hvalolie i margarinen
Hvalfangst var oprindelig hovedleverandør af olie, men da jordoliebrønde begyndte at dukke op i sidste halvdel af 1800-tallet, blev den ildelugtende hvalolie til lamper udskiftet med petroleum og kerosin. Dette medførte, at der blev overskud af hvalolie på markedet, hvilket margarineindustrien kunne absorbere. I første halvdel af 1900-tallet var hvalolie den billigste af alle spiselige olier, samtidig toppede margarineforbruget per indbygger omkring 1930. De britiske Lever-brødre og hollandske Margarine Unie blev storopkøbere af hvalolie, efter de havde fundet en kemisk proces, til at hærde hvalolie til ingrediens i margarineproduktionen. Efter fusion blev de to virksomheder til Unilever, der i 1935 var verdens største opkøber af spiseolie og fedt, herunder 83 % af al hvalolie, blandt andet blev Norges samlede produktion sendt direkte til Unilevers fabrikker i Tyskland. I årene op mod anden verdenskrig var margarine blevet en stor del af fødevareforsyningen i Storbritannien, og i 1938 kaldte den britiske regering det en handelsvare af betydning for det nationale forsvar. Nazi-Tyskland sendte endda en ekspedition til Antarktis i søgen efter hvalolie til margarine. Da krigen var forbi, faldt betydningen af hvalolie i margarinproduktionen, samtidig med at etiske bekymringer om hvalfangst begyndte at eskalere. Tillige havde producenterne fundet ud af, hvordan man billigt kunne fremstille margarine med vegetabilsk olie og udfasede derfor hvalolie som ingrediens.

## Sundhedsaspekter
Planteolien i margarine indeholder færre mættede fedtsyrer end smør, men margarine bearbejdes under høje temperaturer for at opnå en fast form. Derved ændrer de kemiske bindinger sig, og der dannes transfedtsyrer, som sænker niveauet af det gode kolesterol, mens man får mere af det dårlige, hvilket øger risikoen for hjerte-kar-sygdom. Nogle margarineproducenter har derfor ophørt med den bearbejdingsproces, der omdanner umættede fedtsyrer til transfedtsyrer.